# Ostatni rozdział
Ostatni rozdział (fr. Un air si pur...) – francusko–polsko–belgijski komediodramat z 1997 roku w reżyserii Yves'a Angelo, zrealizowany na podstawie powieści Knuta Hamsuna.

## Fabuła
Podczas I wojny światowej lekarz i adwokat kupują stary dom w górach. Urządzają w nim pensjonat, po części hotel i sanatorium. Większość kuracjuszy – Francuzi, Włosi, Anglicy, Szwajcarzy, Polacy – podszywają się za kogoś, kim nie są naprawdę. W tym dziwnym miejscu, położonym w górach, hotelowe luksusy i piękno krajobrazów są fasadą, za którą kryje się wielki duchowy zamęt: nieznośna samotność bohaterów, ich wyłącznie cielesne związki, zdrady, niedorzeczne śmierci bądź zamierzone morderstwa, grabież uczuć. Wywołuje to upadek konwenansów i ujawnia prawdziwą naturę ludzką.

## Obsada
- Fabrice Luchini – Magnus
- André Dussollier – doktor Boyer
- Marie Gillain – Julie d’Espard
- Jerzy Radziwiłowicz – Daniel
- Krystyna Janda – pani Leduroy
- Grażyna Wolszczak – Milady
- Dominika Ostałowska – pokojówka
- Józef Duriasz – lekarz wojskowy
- Rafał Sawicki – młody człowiek
- Jacek Kadłubowski – rzeźnik
- Andrzej Szenajch – Schnitzler